# Filmåret 1938

## Händelser

### Januari
- 18 januari – Skådespelaren Gösta Ekman jordfästes i Stockholm, 100 000 personer följde sorgetåget, och SR tystnade i en minut.[1]

### Oktober
- 12 oktober – Inspelningen av filmen Trollkarlen från Oz påbörjas.

## Årets filmer

### A - G
- Adolf klarar skivan
- Andy Hardy och kärleken
- Baldevins bröllop
- Bara en trumpetare
- Blixt och dunder
- Citadellet
- Den mystiske doktor Clitterhouse
- Den stora kärleken
- Den stora olympiaden
- Den stulna döden
- Dimmornas kaj
- Dollar
- Du gamla du fria
- Eli Sjursdotter
- En dam försvinner
- En fallen ängel
- En fästmö för mycket
- En kvinnas ansikte
- Firman fixar allt
- Fram för framgång
- Geld fällt vom Himmel
- Glada tyrolare
- Goda vänner och trogna grannar

### H - N
- Han som tänkte med hjärtat
- Hans hemliga fru
- Herr Husassistenten
- Hjältar av idag
- Hôtel du Nord
- I nöd och lust
- Ingen fara på taket
- Julia jubilerar
- Kalle Anka spelar golf
- Kamrater i vapenrocken
- Karriär
- Kloka gubben
- Komedin om oss människor
- Kustens glada kavaljerer
- Lenkene brytes
- Med folket för fosterlandet
- Milly, Maria och jag
- Musse Pigg på camping

### O - U
- Panik i gangstervärlden
- Panik på hotellet
- Pappa sökes
- Pengar från skyn
- Pygmalion
- På kryss med Albertina
- Robin Hoods äventyr
- Sigge Nilsson och jag
- Skandalen kring Julie
- Skyttesoldat Wipf
- Sol över Sverige
- Storm över Ryssland
- Storm över skären
- Styrman Karlssons flammor
- Svensson ordnar allt!
- Synderskan
- Sången från fängelset
- Tjuren Ferdinand
- Två år i varje klass

### V - Ö
- Vad ska en fattig flicka göra?
- Vi som går scenvägen
- Vingar kring fyren
- Vinken, Blinken och Nick

## Födda
- 1 januari – Frank Langella, amerikansk skådespelare.
- 4 januari – Scilla Gabel, italiensk-fransk skådespelerska.
- 7 januari – Lena Granhagen, svensk skådespelare.
- 20 januari – Olof Lundström Orloff, svensk skådespelare.
- 21 januari – Leif Hallberg, svensk skådespelare.
- 10 februari – Torsten Wahlund, svensk skådespelare.
- 14 februari – Anita Dahl, svensk skådespelare.
- 20 februari – Richard Beymer, amerikansk skådespelare.
- 21 februari – Antti Litja, finsk skådespelare
- 23 februari – Diane Varsi, amerikansk skådespelare.
- 7 mars – Rolf Larsson, svensk skådespelare och regissör.
- 17 mars – Rudolf Nurejev, sovjetisk balettdansör och skådespelare.
- 1 april – Ali MacGraw, amerikansk skådespelare.
- 25 april – Christina Lindström, svensk skådespelare.
- 6 maj – Bim Warne, svensk skådespelare.
- 10 maj – Jean Becker, fransk regissör och skådespelare.
- 15 maj – Inga Ålenius, svensk skådespelare.
- 21 maj – Kay Pollak, svensk filmregissör.
- 24 juni – Kim Procopé, finlandssvensk skådespelare.
- 3 juli – Bolo Yeung, kinesisk skådespelare.
- 9 juli – Brian Dennehy, amerikansk skådespelare.
- 13 juli – Carl Johan De Geer, svensk friherre, konstnär, författare, filmskapare, musiker, designer, kulturjournalist, fotograf och scenograf
- 18 juli – Lennart Hjulström, svensk regissör och skådespelare.
- 19 juli – Kjell Lennartsson, svensk skådespelare.
- 20 juli
  - Diana Rigg, brittisk skådespelare.
  - Natalie Wood, amerikansk skådespelare.
- 23 juli – Götz George, tysk skådespelare.
- 1 augusti – Margita Ahlin, svensk regissör och skådespelare.
- 6 augusti – Helge Skoog, svensk skådespelare
- 10 augusti – Lars Amble, svensk skådespelare och regissör.
- 15 augusti – Peter Blitz, svensk barnskådespelare.
- 6 september – Lillemor Dahlqvist, svensk sångare och skådespelare.
- 23 september – Romy Schneider, österrikisk skådespelare.
- 27 september – Jean-Loup Dabadie, fransk manusförfattare.
- 11 oktober – Dan Pița, rumänsk regissör och manusförfattare
- 16 oktober – Sten Ljunggren, svensk skådespelare.
- 20 oktober – Carl-Johan Seth, svensk skådespelare, regissör och författare.
- 8 november – Jonas Cornell, svensk producent, regissör och manusförfattare.
- 13 november – Jean Seberg, amerikansk skådespelare.
- 23 november – Sara Karloff, amerikansk skådespelare.
- 4 december – Agneta Ekmanner, svensk skådespelare och fotomodell.
- 16 december – Liv Ullmann, norsk skådespelare och filmregissör.
- 29 december – Jon Voight, amerikansk skådespelare.

## Avlidna
- 12 januari – Gösta Ekman, 47, svensk skådespelare, regissör och teaterdirektör.
- 14 januari – Eric Barclay, 43, svensk skådespelare.
- 20 januari – Émile Cohl, 81, fransk satirtecknare och filmregissör, pionjär inom animerad film.

### Fotnoter
1. ↑  Sverige 1900-talet – 1938, NE, Bra Böcker, 2000